# Tamurejo (kommun)
Tamurejo är en kommun i Spanien.   Den ligger i provinsen Provincia de Badajoz och regionen Extremadura, i den centrala delen av landet, 190 km sydväst om huvudstaden Madrid. Antalet invånare är 249.